# Daniel Sanches
Daniel Sanches (sinh ngày 14 tháng 5 năm 1999) là một cầu thủ bóng đá người Brasil.

## Sự nghiệp câu lạc bộ
Daniel Sanches hiện đang chơi cho FC Ryukyu.